# Parasiccia nebulosa
Parasiccia nebulosa är en fjärilsart som beskrevs av Alfred Ernest Wileman 1914. Parasiccia nebulosa ingår i släktet Parasiccia och familjen björnspinnare. Inga underarter finns listade i Catalogue of Life.